# Hainan
Hainan (en chino, 海南; pinyin, Hǎinánⓘ; en hainanés, Hái-nâm) es la provincia más pequeña y meridional de la República Popular China, formada por varias islas del mar de China Meridional. La isla de Hainan, la más grande y poblada de China, constituye la gran mayoría (97 %) de la provincia. "Hainan", el nombre de la isla y de la provincia, significa literalmente "sur del mar", lo que refleja su posición al sur del estrecho de Qiongzhou, que la separa de la península de Leizhou, en Guangdong, y del resto de la China continental. En el idioma chino, Hainan se conoce oficialmente como Hainan Dao.
La provincia tiene una superficie de 33.920 kilómetros cuadrados, de los cuales la isla de Hainan tiene 32.900 kilómetros cuadrados y el resto son más de 200 islas repartidas en tres archipiélagos: Zhongsha, Xisha y Nansha. Formó parte de Guangdong entre 1950 y 1988, tras lo cual volvió a ser una entidad de primer orden y casi inmediatamente fue convertida en la mayor Zona Económica Especial por Deng Xiaoping como parte del programa de reforma económica china de entonces.
El pueblo li (o hlai), un grupo étnico de habla kra-dai, es el más antiguo de la isla y constituye el 15% de la población. Sus lenguas nativas son las lenguas hlai. El gobierno chino los reconoce como uno de los 56 grupos étnicos del país. La población han, que constituye la mayoría de la población (82%), habla una gran variedad de lenguas, como el mandarín, el min hainanés, el chino yue, el lingaoés o el chino hakka.
En la provincia de Hainan hay diez ciudades principales y diez condados. La capital de la provincia es Haikou, en la costa norte de la isla de Hainan, mientras que Sanya es un conocido destino turístico en la costa sur. Las otras ciudades importantes son Wenchang, Sansha, Qionghai, Wanning, Wuzhishan, Dongfang y Danzhou.
Según las reivindicaciones territoriales de China, varios territorios del Mar de China Meridional, entre ellos las islas Spratly (Nansha) y las Paracel (Xisha), están administrados teóricamente bajo la ciudad de Sansha de la provincia.
El 1 de junio de 2020, el gobierno chino anunció un plan a gran escala para transformar toda la provincia insular en un puerto de libre comercio, con el objetivo de convertirla en la mayor zona económica especial de China. La isla es también la primera zona de pruebas de blockchain de China que se puso en marcha oficialmente en 2019.

## Historia

### Prehistoria
Hainan estaba originalmente unida a la parte noreste de lo que hoy es Vietnam; sin embargo, la isla se formó después de que se separara físicamente de Vietnam debido a una erupción volcánica y se desplazara hacia el sureste, cerca de China, después del Mesozoico, hace millones de años.

### Época imperial
La isla de Hainan entró por primera vez en la historia escrita en el año 110 a. C., cuando la dinastía Han de China estableció allí una guarnición militar tras la llegada del general Lu Bode. En el 46 a. C., la corte Han decidió que la conquista era demasiado costosa y abandonó la isla. Por aquel entonces, los chinos Han, junto con el personal militar y los funcionarios, comenzaron a emigrar a la isla de Hainan desde el continente. Entre ellos se encontraban los descendientes de aquellos que fueron desterrados a Hainan por razones políticas. La mayoría de ellos llegaron a la isla de Hainan desde las provincias del sur de China, Guangdong, Fujian y Guangxi.
El pueblo Li (pueblo Hlai) es el habitante kra-dai original de Hainan. Se cree que se asentaron allí hace al menos entre 2 y 6 mil años, y son portadores de marcadores genéticos de pueblos antiguos que llegaron a la isla hace entre 7 y 27 mil años.
Durante el periodo de los Tres Reinos (184-280), Hainan era la Comandancia de Zhuya (珠崖郡) bajo el control de Wu Oriental.
En la época de la dinastía Song (960-1279), Hainan pasó a formar parte de Guangxi, y por primera vez llegaron grandes cantidades de chinos Han, que se asentaron sobre todo en el norte. Bajo el imperio mongol (1206-1368), la isla se convirtió en una provincia independiente y, en 1370, la dinastía Ming la puso bajo la administración de Guangdong. En los siglos XVI y XVII, un gran número de habitantes Han de Fujian y Guangdong comenzaron a emigrar a Hainan, empujando a los Li hacia las tierras altas de la mitad sur de la isla. En el siglo XVIII, los Li se rebelaron contra el Imperio Qing, que respondió trayendo mercenarios de las regiones Miao de Guizhou. Muchos de los miao se asentaron en la isla y sus descendientes viven hasta hoy en las tierras altas del oeste.

Mapa de la isla de Hainan del.

En 1906, el líder revolucionario Sun Yat-sen propuso que Hainan se convirtiera en una provincia independiente, aunque esto no ocurrió hasta 1988.

### República de China

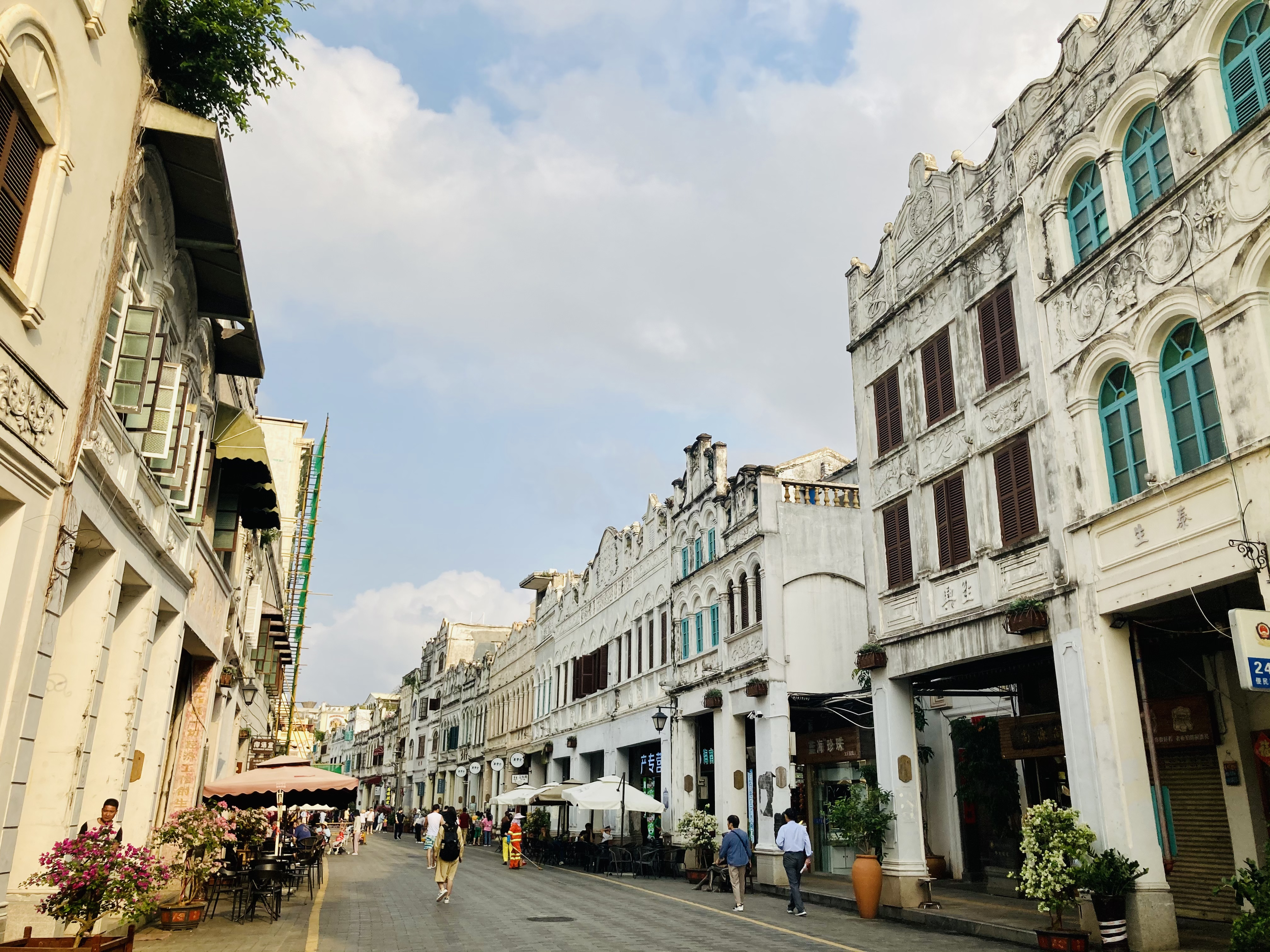
Ciudad vieja de Haikou, 2021

Históricamente, Hainan formaba parte de las provincias de Guangdong y Guangxi y, como tal, constituía el Circuito Qiongya (瓊崖道) bajo el establecimiento de la República de China en 1912. En 1921, se planeó convertirla en una región administrativa especial (瓊崖特別行政區); en 1944, se convirtió en la Región Administrativa Especial de Hainan, con 16 condados, incluidas las Islas del Mar de China Meridional.
Durante las décadas de 1920 y 1930, Hainan fue un hervidero de actividad comunista, especialmente después de que una sangrienta represión en Shanghái, la República de China, en 1927, hiciera que muchos comunistas se escondieran. Los comunistas y el pueblo indígena Hlai libraron una vigorosa campaña de guerrilla contra la ocupación imperial japonesa, la Operación Isla de Hainan (1939-45), pero en represalia los japoneses lanzaron numerosas masacres contra las aldeas Hlai. Feng Baiju dirigió la Columna Independiente de Hainan de combatientes durante las décadas de 1930 y 1940. Tras la rendición japonesa en 1945, el Kuomintang restableció el control. Hainan fue una de las últimas zonas en quedar bajo la administración de la República Popular, habiendo estado bajo el control de las fuerzas de la ROC hasta marzo de 1950.

### República Popular China
Entre marzo y mayo de 1950, los comunistas chinos en la Batalla de la isla de Hainan capturaron la isla. Hainan había quedado al mando de Xue Yue después de que Chiang Kai-shek huyera a Taiwán. Feng Baiju y su columna de guerrilleros desempeñaron un papel esencial en la exploración de la operación de desembarco y coordinaron su propia ofensiva desde sus bases en la selva de la isla. Esto permitió que la toma de Hainan tuviera éxito donde los asaltos de Kinmen (Quemoy) y Dengbu habían fracasado en el otoño anterior.
La toma fue posible gracias a la presencia de una fuerza guerrillera local que tampoco existía en Taiwán. Por lo tanto, aunque muchos observadores de la guerra civil china pensaron que la caída de la isla de Hainan en manos de los comunistas sería seguida en breve por la caída de la isla de Taiwán, la falta de cualquier fuerza guerrillera comunista en la isla de Taiwán y su inmensa distancia del continente lo hicieron imposible, al igual que la llegada de la 7.ª flota estadounidense al estrecho de Taiwán tras el estallido de la guerra de Corea en junio. Además, Haikou, aunque muy poblada en comparación con muchas otras ciudades internacionales, es geográficamente bastante pequeña, sin apenas expansión urbana. Gran parte de los límites de la ciudad terminan abruptamente en bosques o tierras de cultivo.
El 1 de mayo de 1950, bajo la RPC, la Región Administrativa Especial se convirtió en una Oficina de la Región Administrativa (海南行政区公署), una rama del gobierno provincial de Guangdong.
Los comunistas reanudaron el desarrollo de la isla siguiendo las líneas establecidas por los japoneses, [aclaración necesaria] pero los resultados fueron limitados por el aislamiento de la isla, su clima húmedo y propenso a los tifones, y su continua reputación como lugar de peligro y exilio por parte de los chinos del continente. Con el cambio de política económica de China a finales de la década de 1970, Hainan se convirtió en un foco de atención.
A mediados de la década de 1980, cuando la isla de Hainan aún formaba parte de la provincia de Guangdong, un episodio de catorce meses de celo comercial por parte del administrador del distrito especial de Hainan, Lei Yu, puso en entredicho la aspiración de Hainan al estatus de provincia. Supuso la importación libre de impuestos desde Hong Kong de 90.000 coches y camiones de fabricación japonesa con un coste de 4.500 millones de yenes (1.500 millones de dólares), y su exportación -con la ayuda de unidades navales locales- al continente, obteniendo un 150% de beneficios. En comparación, desde 1950 sólo se importaron 10.000 vehículos a Hainan. Además, se trataba de otros envíos de 2,9 millones de televisores, 252.000 videograbadoras y 122.000 motocicletas. El dinero se extrajo de los fondos del gobierno central de 1983 destinados a la construcción de las infraestructuras de transporte de la isla (carreteras, ferrocarriles, aeropuertos, puertos) durante los diez años siguientes.
El 1 de octubre de 1984, se convirtió en la Región Administrativa de Hainan (海南行政区), con un Gobierno Popular, y finalmente como provincia separada de Guangdong cuatro años después. En 1988, cuando la isla se convirtió en una provincia separada, fue designada Zona económica especial en un esfuerzo por aumentar la inversión.
En junio de 2020, China anunció un plan maestro para el sistema portuario de libre comercio de Hainan. Anunciado por la agencia de noticias estatal Xinhua, "Hainan establecerá básicamente un sistema portuario de libre comercio para 2025 y se hará más maduro para 2035". El South China Morning Post describió tal iniciativa como un esfuerzo de la RPC por "sustituir a Hong Kong como entrepôt comercial", mientras que Cheng Shi, de ICBC International, se ha negado a aceptar tal afirmación. Además, los expertos han expresado su preocupación por la cuestión del cumplimiento de las prácticas comerciales mundiales, especialmente en este proyecto.

## División administrativa
La provincia de Hainan utiliza un sistema administrativo ligeramente diferente al de las demás provincias de China. La mayoría de las demás provincias se dividen por completo en divisiones a nivel de prefectura, cada una de las cuales se divide a su vez en divisiones a nivel de condado. Las divisiones a nivel de condado generalmente no dependen directamente de la provincia. En Hainan, casi todas las divisiones de condado (excepto los ocho distritos) dependen directamente de la provincia. Este método de división se debe a la relativamente escasa población de Hainan.
| Haikou Sanya Sansha Danzhou Wuzhishan Qionghai Wenchang Wanning Dongfang Ding'an Tunchang Chengmai Lingao Baisha Changjiang Ledong Lingshui Baoting Qiongzhong █ Divisiones provinciales administradas · a nivel de condado ☐ Se disputa la soberanía sobre Sansha, véase · Conflicto territorial en el mar de la China meridional. |                                            |             |                           |                  |            |            |                    |                  |  |  |  |
| Código de división | División                                   | Área en km2 | Población (censo de 2020) | Sede             | Divisiones | Divisiones | Divisiones         | Divisiones       |  |  |  |
| Código de división | División                                   | Área en km2 | Población (censo de 2020) | Sede             | Distritos  | Condados   | Condados autónomos | Ciudades-condado |  |  |  |
| 460000 | Provincia de Hainan                        | 35191.00    | 10,081,232                | Ciudad de Haikou | 10         | 4          | 6                  | 5                |  |  |  |
| 460100 | Ciudad de Haikou                           | 2304.80     | 2,873,358                 | Xiuying District | 4          |            |                    |                  |  |  |  |
| 460200 | Ciudad de Sanya                            | 1910.67     | 1,031,396                 | Jiyang District  | 4          |            |                    |                  |  |  |  |
| 460300 | Ciudad de Sansha*                          | 788.00      | 2,333                     | Xisha District   | 2          |            |                    |                  |  |  |  |
| 460400 | Ciudad de Danzhou#                         | 3394.00     | 954,259                   | Nada town        |            |            |                    |                  |  |  |  |
| |                                            |             |                           |                  |            |            |                    |                  |  |  |  |
| 469001 | Ciudad de Wuzhishan**                      | 1131.00     | 112,269                   | Tongza town      |            |            |                    | 1                |  |  |  |
| 469002 | Ciudad de Qionghai**                       | 1710.14     | 528,238                   | Jiaji town       |            |            |                    | 1                |  |  |  |
| 469005 | Ciudad de Wenchang**                       | 2459.18     | 560,894                   | Wencheng town    |            |            |                    | 1                |  |  |  |
| 469006 | Ciudad de Wanning**                        | 1899.90     | 545,992                   | Wancheng town    |            |            |                    | 1                |  |  |  |
| 469007 | Ciudad de Dongfang**                       | 2272.29     | 444,458                   | Basuo town       |            |            |                    | 1                |  |  |  |
| 469021 | Condado de Ding'an**                       | 1187.00     | 284,690                   | Dingcheng town   |            | 1          |                    |                  |  |  |  |
| 469022 | Condado de Tunchang**                      | 1223.97     | 255,335                   | Tuncheng town    |            | 1          |                    |                  |  |  |  |
| 469023 | Condado de Chengmai**                      | 2076.28     | 497,953                   | Jinjiang town    |            | 1          |                    |                  |  |  |  |
| 469024 | Condado de Lingao**                        | 1343.33     | 420,594                   | Lincheng town    |            | 1          |                    |                  |  |  |  |
| 469025 | Condado autónomo li de Baisha**            | 2117.20     | 164,699                   | Yacha town       |            |            | 1                  |                  |  |  |  |
| 469026 | Condado autónomo li de Changjiang**        | 1617.70     | 232,124                   | Shilu town       |            |            | 1                  |                  |  |  |  |
| 469027 | Condado autónomo li de Ledong**            | 2763.53     | 464,435                   | Baoyou town      |            |            | 1                  |                  |  |  |  |
| 469028 | Condado autónomo li de Lingshui**          | 1121.24     | 372,511                   | Yelin town       |            |            | 1                  |                  |  |  |  |
| 469029 | Condado autónomo li y miao de Baoting**    | 1166.78     | 156,108                   | Baocheng town    |            |            | 1                  |                  |  |  |  |
| 469030 | Condado autónomo li y miao de Qiongzhong** | 2704.00     | 179,586                   | Yinggen town     |            |            | 1                  |                  |  |  |  |
| * - La soberanía sobre Sansha (incluidas las islas Paracel, Spratly y Zhongsha) está en disputa. ** - Divisiones administradas directamente a nivel de condado # - no contiene ninguna división a nivel de condado |                                            |             |                           |                  |            |            |                    |                  |  |  |  |

### Áreas urbanas
| Población por zonas urbanas de las prefecturas y ciudades de condado (censo de 2010) | Población por zonas urbanas de las prefecturas y ciudades de condado (censo de 2010) | Población por zonas urbanas de las prefecturas y ciudades de condado (censo de 2010) | Población por zonas urbanas de las prefecturas y ciudades de condado (censo de 2010) | Población por zonas urbanas de las prefecturas y ciudades de condado (censo de 2010) |
| #                                                                                    | Ciudad                                                                               | Áreas urbana                                                                         | Área distrital                                                                       | Ciudad propiamente dicha                                                             |
| ------------------------------------------------------------------------------------ | ------------------------------------------------------------------------------------ | ------------------------------------------------------------------------------------ | ------------------------------------------------------------------------------------ | ------------------------------------------------------------------------------------ |
| 1                                                                                    | Haikou                                                                               | 1,517,410                                                                            | 2,046,170                                                                            | 2,046,170                                                                            |
| 2                                                                                    | Sanya                                                                                | 453,819                                                                              | 685,408                                                                              | 685,408                                                                              |
| 3                                                                                    | Danzhou                                                                              | 418,834                                                                              | 932,356                                                                              | 932,356                                                                              |
| 4                                                                                    | Wenchang                                                                             | 251,795                                                                              | 537,426                                                                              | 537,426                                                                              |
| 5                                                                                    | Wanning                                                                              | 221,263                                                                              | 545,597                                                                              | 545,597                                                                              |
| 6                                                                                    | Qionghai                                                                             | 194,400                                                                              | 483,217                                                                              | 483,217                                                                              |
| 7                                                                                    | Dongfang                                                                             | 153,726                                                                              | 408,309                                                                              | 408,309                                                                              |
| 8                                                                                    | Wuzhishan                                                                            | 53,268                                                                               | 104,119                                                                              | 104,119                                                                              |
| (9)                                                                                  | Sansha                                                                               | 444                                                                                  | 444                                                                                  | 444                                                                                  |

## Geografía
Con 33 920 km², Hainan es la isla más grande de la República Popular China, país que sin embargo, la considera como su segunda isla más grande, ya que Taiwán es vista como la más grande.
Está separada del continente asiático por el estrecho de Qiongzhou (琼州海峡), que lo separa de la península de Leizhou (雷州半岛), en la provincia de Guangdong, Al oeste de Hainan se encuentra el golfo de Tonkín. El monte Wuzhi (1876 metros) es la montaña más alta de la isla.
De acuerdo a la República Popular China, la provincia de Hainan no solo incluye a esta isla, sino que también a unas 200 islas menores del mar de China Meridional. En estas islas (llamadas Spratly y Paracel) hay un conflicto sobre la soberanía, que se disputan en diferente grado la propia República Popular China, Malasia, Brunéi, Filipinas, Vietnam y la República de China (Taiwán).
La mayoría de los ríos de Hainan nacen en la zona central de la isla y fluyen radialmente en diferentes direcciones. El río Nandu, en la parte norte de la isla, tiene 314 km de longitud, y su afluente, el río Xinwu, 109 km. Otros ríos importantes son el Wanquan, de 162 km de longitud, en el este, el Changhua, en el oeste, y el Sanya, en el sur. La evaporación durante la estación seca en las zonas costeras reduce en gran medida el caudal de los ríos.
Hay muy pocos lagos naturales en Hainan. Sin embargo, hay numerosos embalses, el mayor de los cuales es el de Songtao, en la zona centro-norte.

## Economía
La economía de Hainan es predominantemente agrícola, y más de la mitad de las exportaciones de la isla son productos agrícolas. Sin embargo, la elevación de Hainan al rango de provincia (1988) vino acompañada de su designación como la mayor "zona económica especial" de China, con la intención de acelerar el desarrollo de los abundantes recursos de la isla. Antes de esto, la provincia tenía fama de ser una zona del "salvaje oeste", en gran medida ajena a la industrialización; incluso hoy hay relativamente pocas fábricas en la provincia. El turismo es una parte importante de la economía de Hainan, gracias en gran parte a sus playas tropicales y sus frondosos bosques. El gobierno central ha fomentado la inversión extranjera en Hainan y ha permitido que la isla dependa en gran medida de las fuerzas del mercado.
El desarrollo industrial de Hainan se ha limitado en gran medida a la transformación de sus productos minerales y agrícolas, especialmente el caucho y el mineral de hierro. Desde los años 50, en la zona de Haikou se fabrica maquinaria, equipos agrícolas y textiles para el consumo local. Una de las principales limitaciones a la expansión industrial ha sido el inadecuado suministro de electricidad. Gran parte de la capacidad de generación de la isla es hidroeléctrica, y está sujeta a las fluctuaciones estacionales de los caudales de los arroyos y ríos.

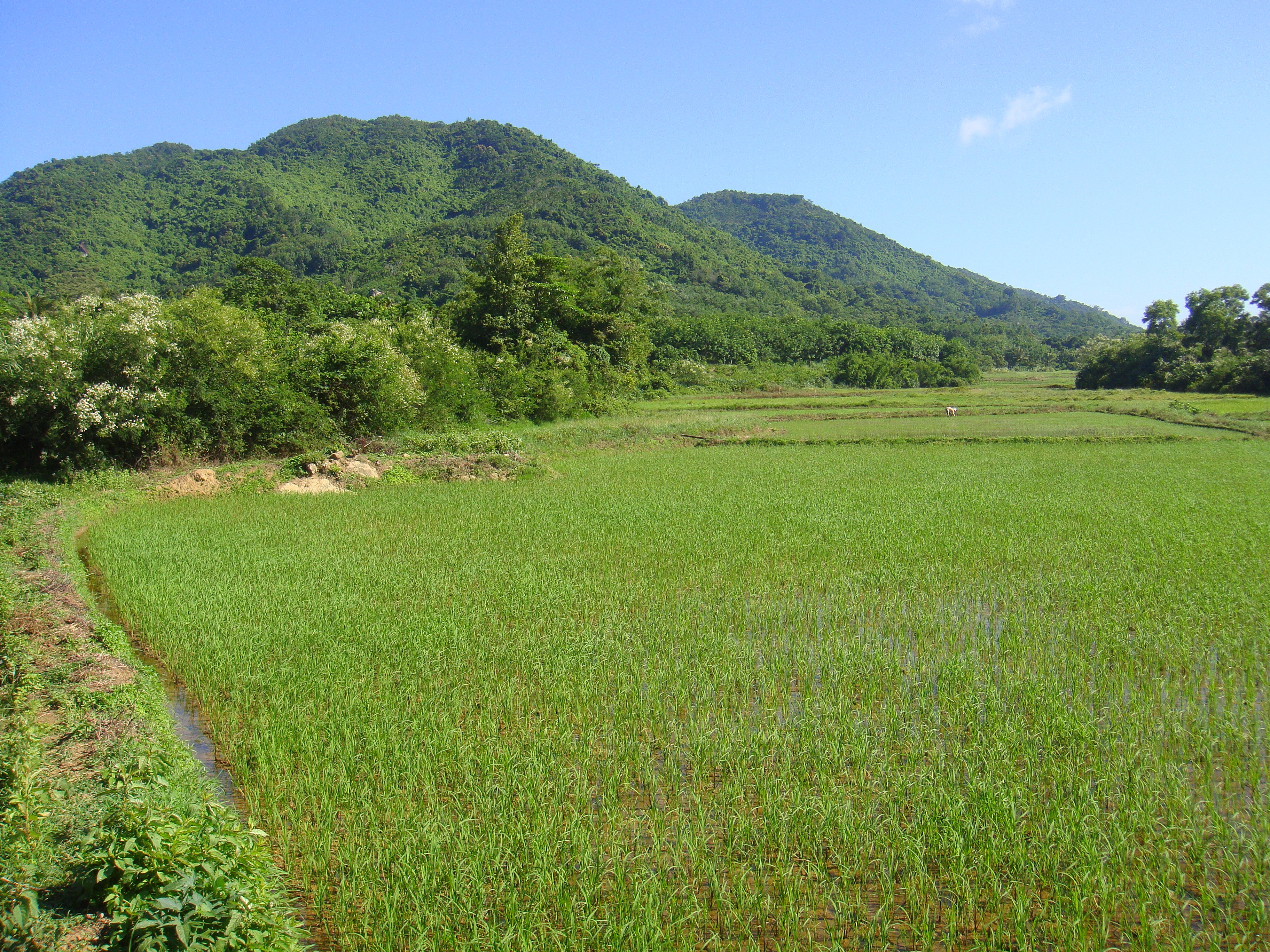
Campo de arroz, uno de los principales cultivos de la provincia.

### Agricultura
Debido al clima tropical de Hainan, el arroz con cáscara se cultiva mucho en las tierras bajas del noreste y en los valles montañosos del sur. Los principales cultivos, además del arroz, son el coco, el aceite de palma, el sisal, las frutas tropicales (incluida la piña, de la que Hainan es el principal productor de China), la pimienta negra, el café, el té, los anacardos y la caña de azúcar.
El picante chile linterna amarilla de Hainan, una variedad similar al scotch bonnet, es exclusivo de la isla, y se cultiva en el sureste y suroeste.
La superficie total de cultivos tropicales de Hainan es de 100 000 hectáreas.

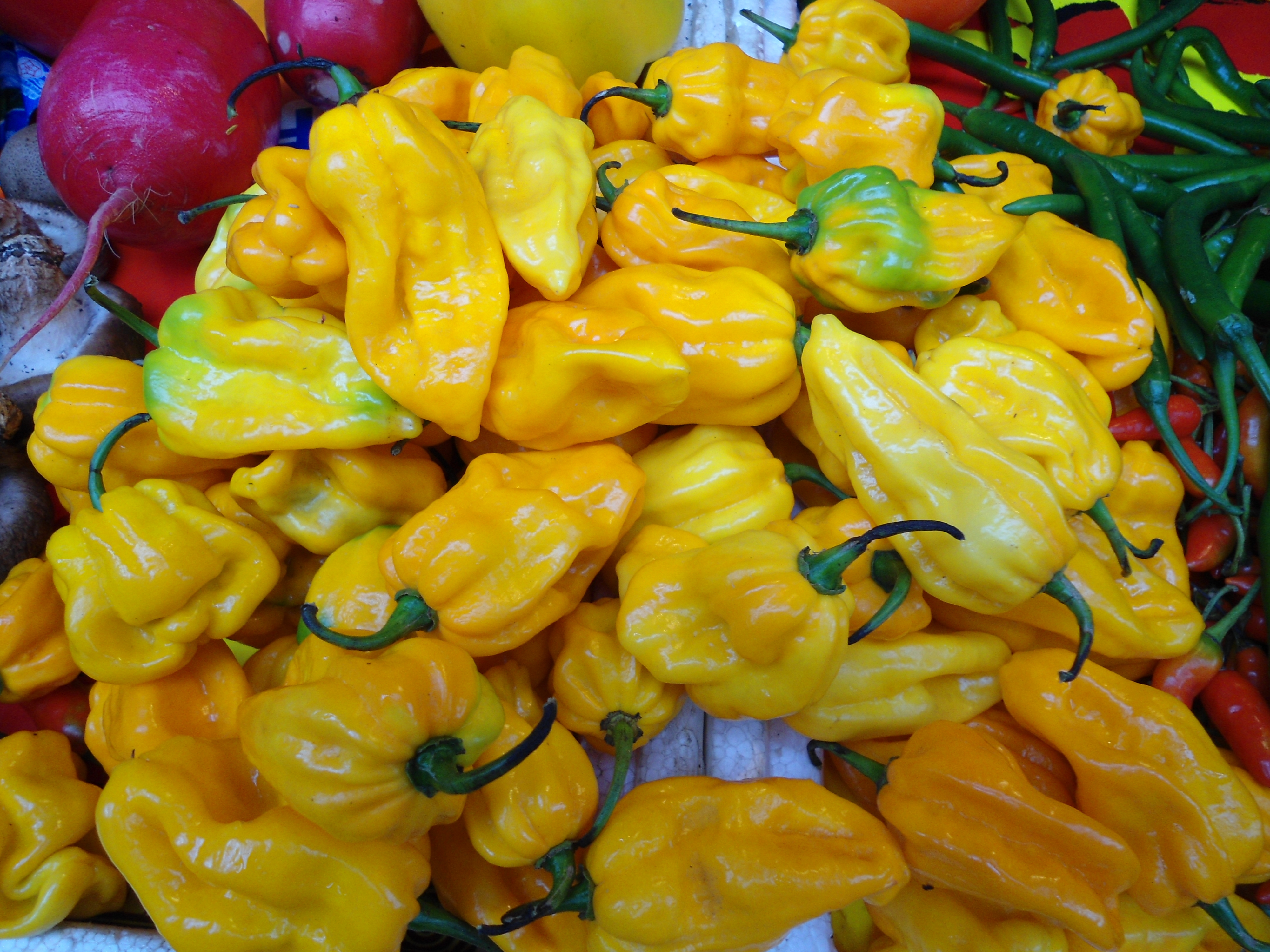
Chili amarillo de Hainan.

Hainan es un importante productor de caucho. A principios del siglo XX, los emigrantes chinos que regresaban de la entonces Malaya británica, introdujeron los árboles de caucho en la isla; después de 1950, se desarrollaron granjas estatales, y Hainan produce ahora una cantidad sustancial del caucho de China. El caucho natural se cultiva actualmente en 246 000 hectáreas de tierra. Esta superficie ocupa el sexto lugar en el mundo en cuanto a superficie cosechada y el quinto en cuanto a producción.
Hainan tiene casi 93 000 hectáreas de palmeras de areca. El producto, la nuez de areca, se consume localmente y también se envía al continente. El 95% de la producción china de esta nuez se produce en Hainan.
Los animales domésticos de granja son principalmente cabras, vacas, búfalos de agua, pollos, gansos y patos.

### Turismo

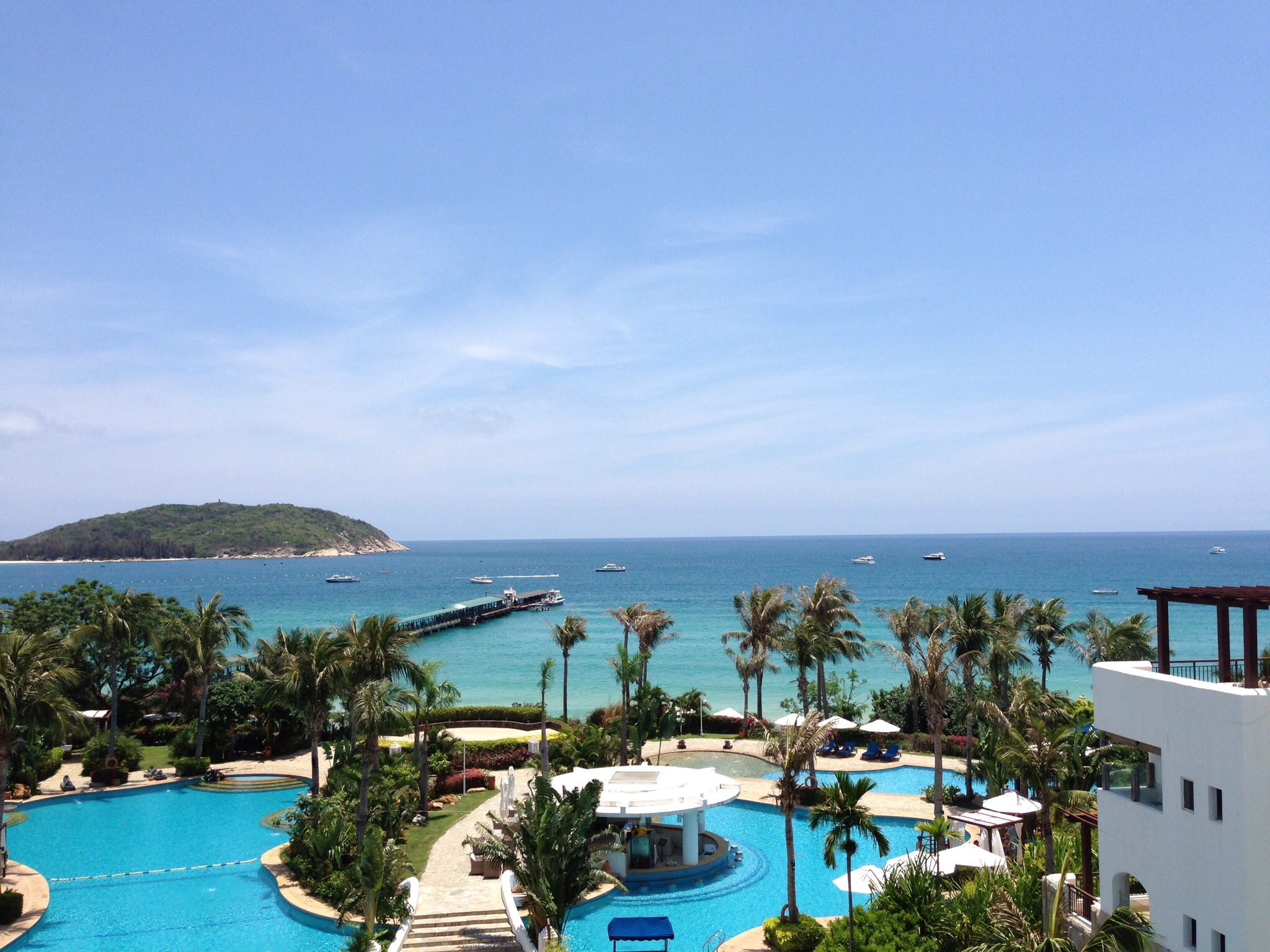
Un complejo turístico junto a la playa en Sanya, la segunda ciudad más grande de Hainan.

La isla de Hainan suele dividirse en ocho regiones a efectos turísticos: Haikou y su área (Haikou, Qiongshan, Ding'an); el Noreste (Wenchang); la Costa Este Central (Qionghai, Ding'an); la Costa Este Sur; el Sur (Sanya); la Costa Oeste, también llamada Riviera China (Ledong, Dongfang, Xianghsui, Changjiang); el noroeste (Danzhou, Lingao, Chengmai); y las Tierras Altas Centrales (Baisha, Qiongzhong y Wuzhishan/Tongzha).
Los destinos turísticos más populares son las playas y los centros turísticos del sur de la provincia. En el interior se encuentra la Montaña de los Cinco Dedos, una zona escénica. Los turistas también visitan la capital, Haikou, con atracciones turísticas en la zona, como la Ciudad del Cine de Haikou y la Playa de las Vacaciones.

### Zona de libre comercio
El 13 de abril de 2018, el secretario general del Partido Comunista, Xi Jinping, anunció un plan para convertir gradualmente la isla en una zona piloto de libre comercio para 2020, y transformar toda la isla en un puerto de libre comercio para el año 2025. Esto implicará invitar a empresas extranjeras y multinacionales a establecer sus sedes regionales e internacionales en Hainan. Los bienes y servicios estarían sujetos a aranceles bajos o incluso nulos. La zona se convertirá en la mayor zona de libre comercio de China y en el primer puerto comercial desde 1949, cuando se fundó la República Popular China. Parte del plan consiste en establecer intercambios de materias primas y comercio de carbono, energía internacional y transporte marítimo. También se hará hincapié en el desarrollo de las industrias de servicios, como el turismo, Internet, la sanidad, las finanzas, así como la acogida de conferencias y exposiciones.
Desde el anuncio en abril de 2018, Hainan había firmado 159 contratos con grandes empresas. En septiembre de 2018, China National Travel Service Group, el mayor conglomerado empresarial de viajes de China, trasladó su sede de Pekín a Haikou. En octubre de 2018, Baidu y Hainan firmaron un acuerdo para construir una villa ecológica de 10 000 millones de yuanes (1450 millones de dólares).
En septiembre de 2018, se celebró en Pekín un simposio sobre proyectos de inversión extranjera en Hainan. Durante ese encuentro, el gobierno de Hainan firmó contratos con 26 empresas internacionales, entre ellas Globevisa Group, Merlin Entertainments Group, Viacom, IKEA, Mapletree Investments, Avis Budget Group, Star Cruises y Boehringer Ingelheim.
Para traer trabajadores con talento a Hainan, en noviembre de 2018 el gobierno de Hainan celebró una feria de contratación en Pekín en un esfuerzo por traer a 7471 personas a Hainan para trabajar en agencias gubernamentales, empresas y otras instituciones.
Establecidas con anterioridad a este anuncio, y actualmente existentes, se encuentran las siguientes zonas de desarrollo económico y tecnológico:
- Zona de Libre Comercio de Haikou
- Zona de Desarrollo Industrial de Alta Tecnología de Haikou
- Zona de Desarrollo Económico de Yangpu

## Cultura

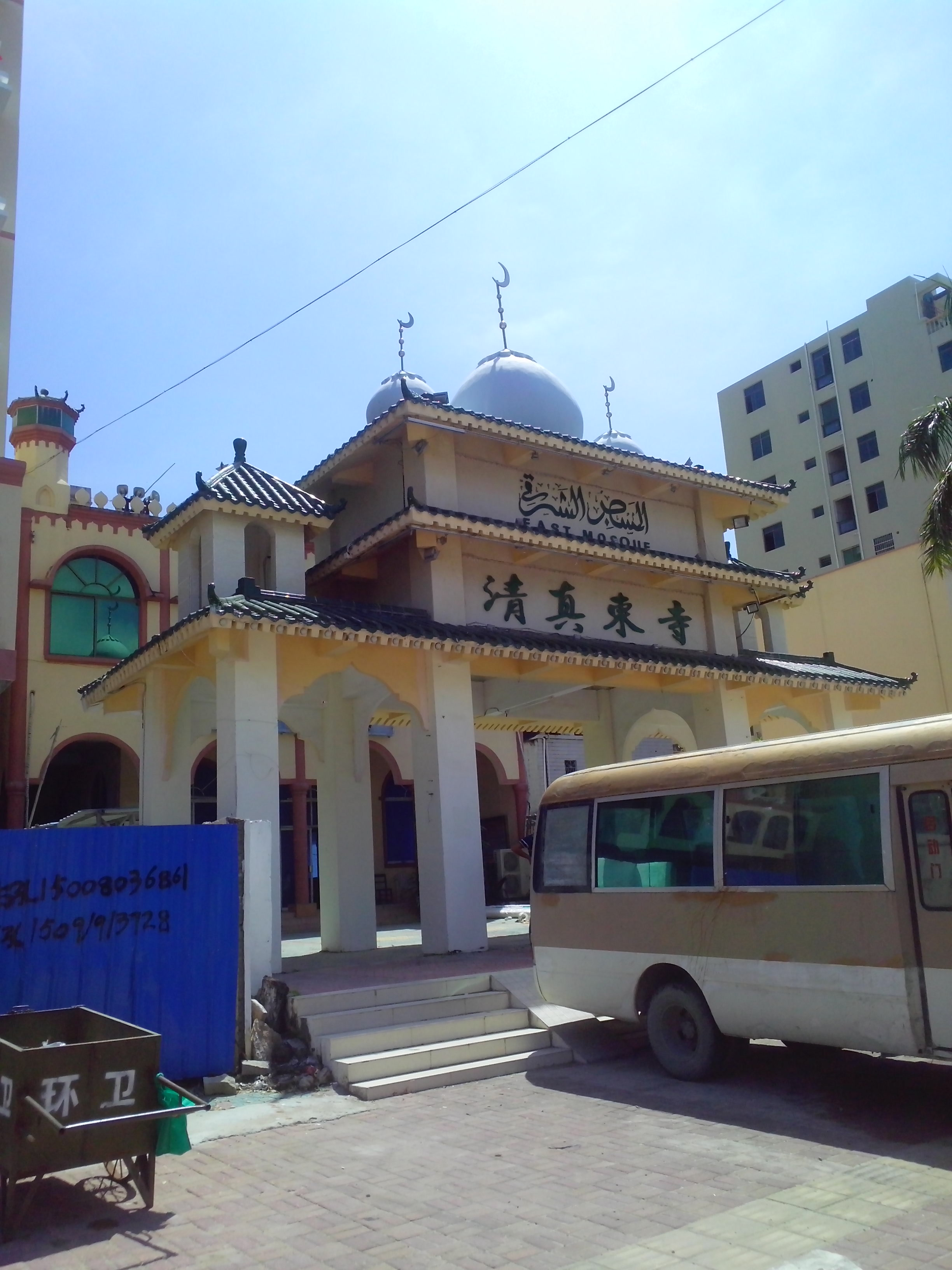
La Mezquita del Este de Sanya, un ejemplo de arquitectura chino-islámica.

La mayoría de la población de Hainan practica la religión popular china y el budismo chino. La población Li cuenta con una minoría budista Theravada. La mayoría de los utsuls de la isla, una rama del pueblo cham que vive cerca de Sanya, son musulmanes. Como Hainan era un punto en la ruta de viaje de los misioneros, hay algunos cristianos. Según el Estudio Social General de China de 2009, los cristianos constituyen el 0,48% de la población de la provincia.
El Parque Nanshan es el centro del budismo en Hainan. Abarca más de 50 km2 de bosque. El lugar incluye innumerables y grandiosos templos, estatuas y jardines espirituales como el Jardín del Salvador y el Valle de la Longevidad, con intrincados setos y abundantes flores de loto, un símbolo venerado en el budismo que significa virtud o pureza.
La cocina hainanesa se mezcla mucho el sabor local con el de la China Han. El marisco predomina en el menú, ya que las gambas, el cangrejo, el pescado y otras especies marinas están ampliamente disponibles.
El pollo Wenchang es un plato conocido en toda la provincia de Hainan. Aunque hay muchas variedades de este plato, el nombre suele utilizarse para definir un tipo de pollo pequeño y de corral de Wenchang, situado en la costa oriental de la provincia. A diferencia de los pollos en batería, su carne tiene más textura y es algo más seca.
El arroz con pollo de Hainan es un plato famoso en el sudeste asiático, especialmente en Singapur y Malasia, que lleva el nombre de la región. Sin embargo, aunque muchos restaurantes utilizan grasa de pollo para dar sabor rápidamente al plato, el método local adecuado es "marinar" el arroz con caldo de pollo para darle un sabor más completo.

## Educación

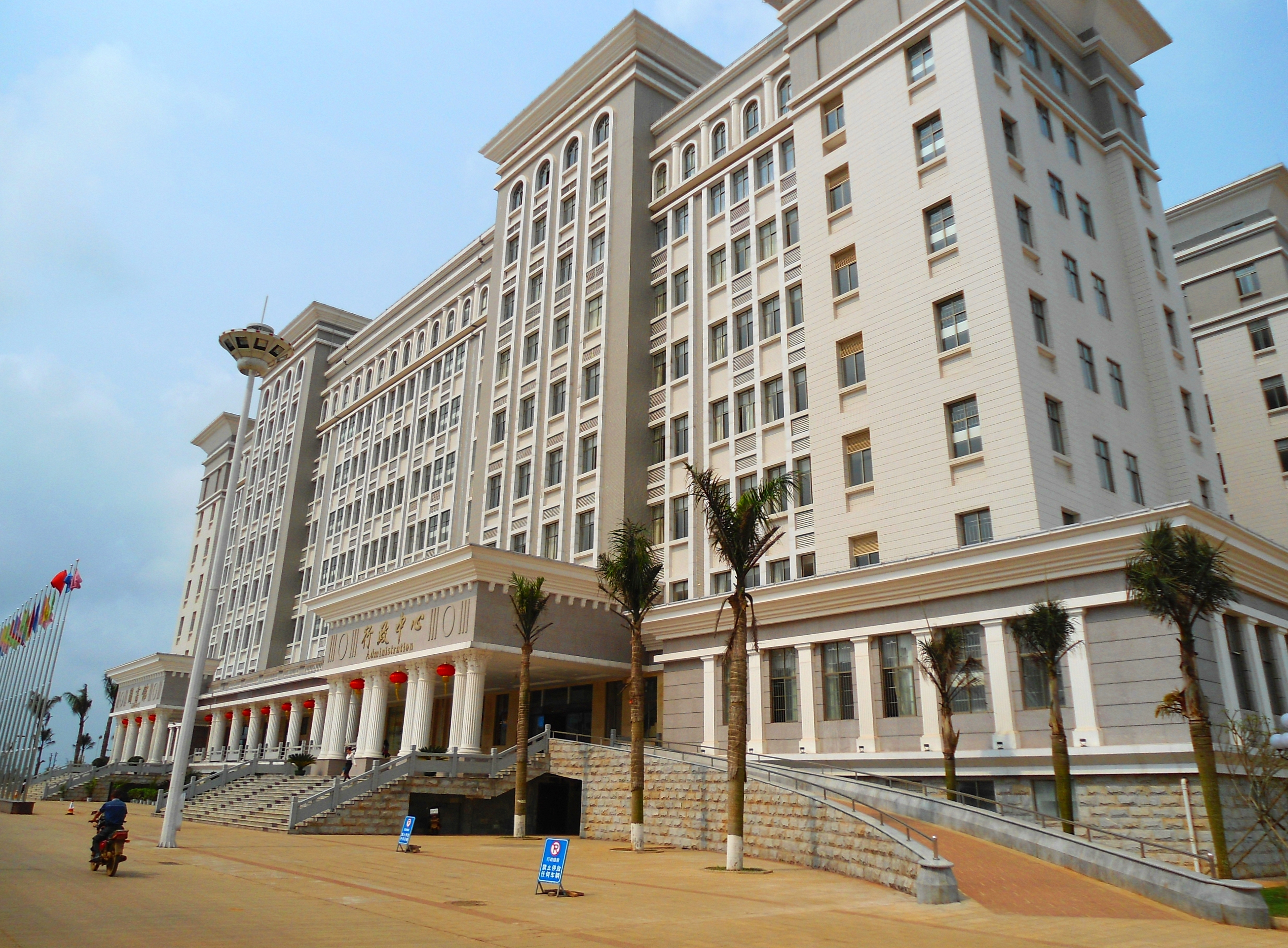
Campus de la Haikou University of Economics, en Guilinyang.

A continuación un listado de los principales centros de educación de la provincia:
- Hainan University (海南大学)
- Hainan Medical University (海南医学院)
- Hainan Normal University (海南师范大学)
- Hainan Tropical Ocean University (海南热带海洋学院)
- Qiongtai Normal University (琼台师范学院)
- Haikou University of Economics (海口经济学院)
- University of Sanya (三亚学院)